# Serienschein
Serienscheine sind Notgeldscheine aus Papier, die in Deutschland in der Inflationszeit von 1917 bis 1922 von Städten und Gemeinden, aber auch von Privatpersonen als Ersatz für das fehlende Kleingeld gedruckt und in den Umlauf gebracht wurden. Ihre Gültigkeit war begrenzt und betrug auf Messen oder sonstigen Veranstaltungen nur wenige Tage. Durch ein Reichsgesetz vom 17. Juli 1922 (RGBl. I, 693) wurde die weitere Ausgabe von Serienscheinen und anderem Notgeld verboten.

## Bedeutung
Ihr Nominalwert beginnt bei Bruchteilen von Pfennigen. Meist besteht aber eine Serie aus Scheinen in der Stückelung 10 Pfennig, 20 Pfennig, 50 Pfennig, 75 Pfennig und eine Mark. Der Nominalwert übersteigt selten den Wert von 10 Mark.
Serienscheine sind oft künstlerisch gestaltet, als Scherenschnitte oder mehrfarbige Drucke ausgeführt. Es gibt sogar Fotoserien, die den Ort oder die Umgebung zeigen. Serienscheine waren bestimmt für Notgeldsammler, die dieses Geld wie Briefmarken in Notgeldalben sammelten. Serienscheine wurden oft in eigens angefertigten „Tüten“ verkauft, die über die Serie Auskunft geben.
Die Ausgeber der Scheine, Städte, Gemeinden, aber auch Gastwirte, Firmen und Vereine erzielten durch den Verkauf dieser Serienscheine zusätzliche Einnahmen. In vielen Fällen wurde eine Verwendung als Notgeld ausgeschlossen, weil die Ausgabe erst nach dem aufgedruckten Einlösungsdatum erfolgte. Hierunter fällt zum Beispiel das sogenannte Reutergeld. 
Unter den Begriff Serienscheine der neuen Generation fallen solche Serienscheine, die ab Mitte der 1990er Jahre bei Volksfesten und anderen Gelegenheiten ausgegeben wurden. Hier sind insbesondere die Scheine von Bad Godesberg, Bad Saulgau, Bonn, Esslingen, Fellbach, Kernen, Kloster Arnsburg, Korb, Lich, Marburg, Nidda, Remseck, Schwäbisch Gmünd, Schwalmstadt-Treysa, Stuttgart-Neugereut, Urbach, Waiblingen, Weinstadt, Wiesbaden und Winnenden zu nennen.

## Ausgewählte Beispiele

### Berliner Stadtkassenscheine von 1921

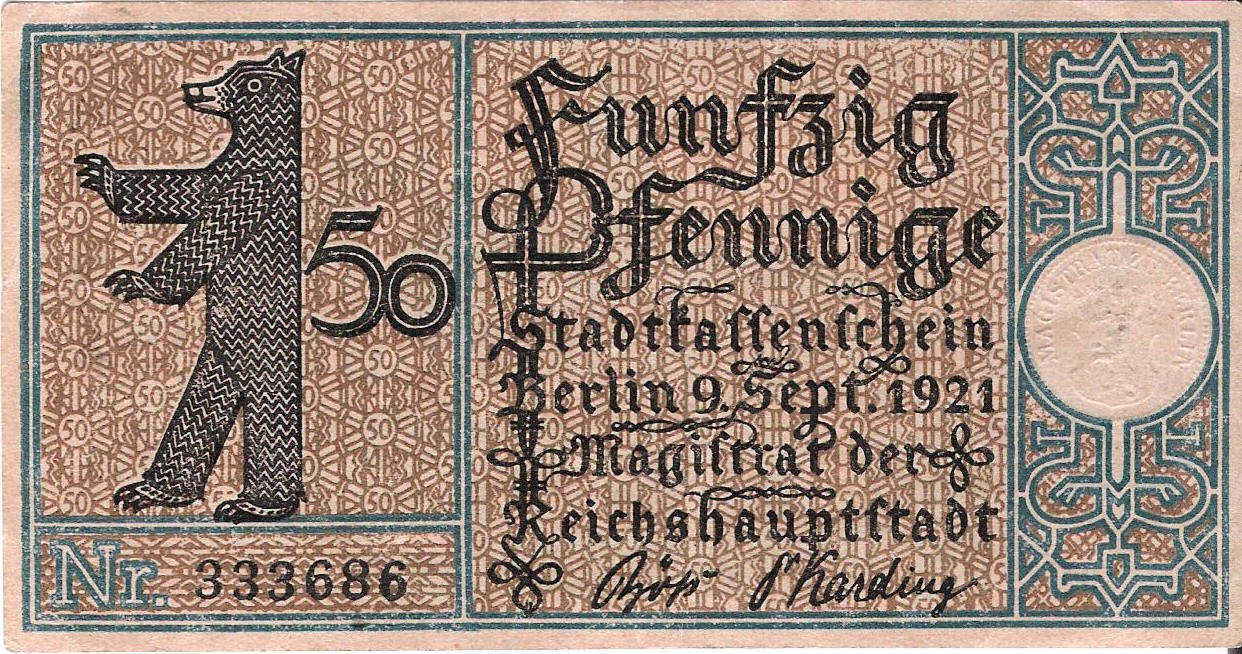
Einheitliche Seite der Serie

In Berlin erschien eine Notgeldserie von 50-Pfennig-Stadtkassenscheinen datiert auf 9. September 1921. Sie besteht aus 20 Scheinen mit je einem Schein pro Stadtbezirk. Die andere Seite zeigt bei allen Scheinen der Serie Links den Berliner Bären und die laufende Nummer, Rechts das geprägte Siegel des Magistrats und in der Mitte und die Unterschriften von Bürgermeister Gustav Böß und Stadtkämmerer Ernst Karding.

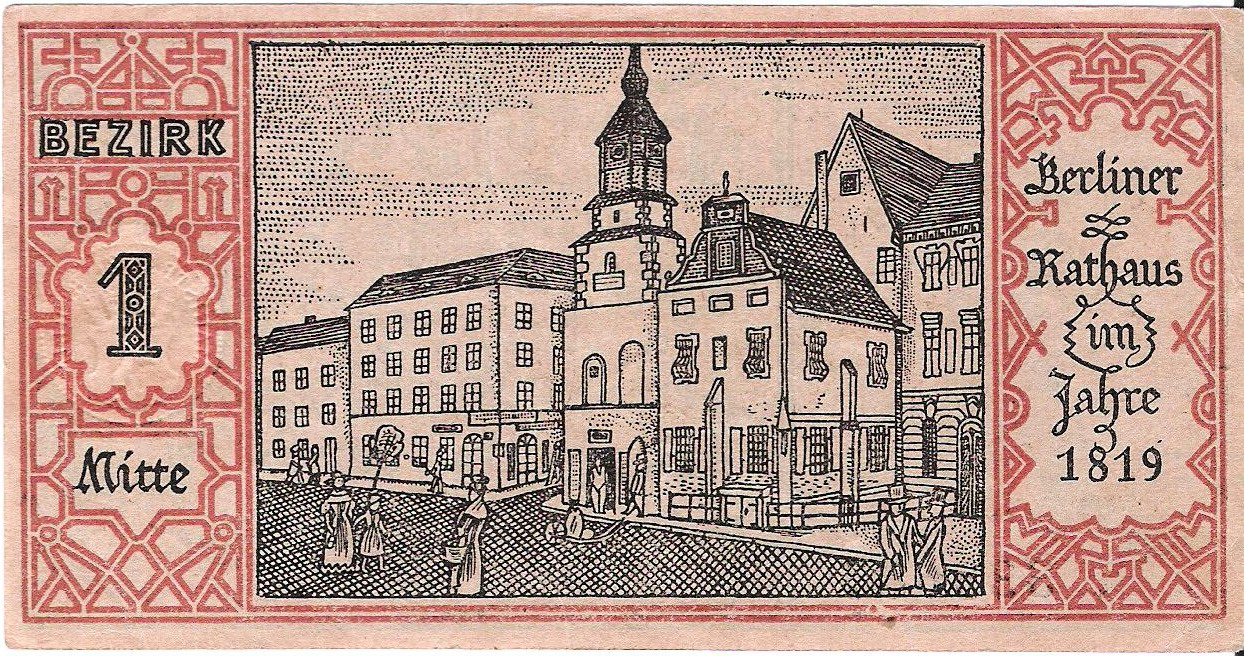
Bezirk 1 Mitte – Berliner Rathaus im Jahre 1819
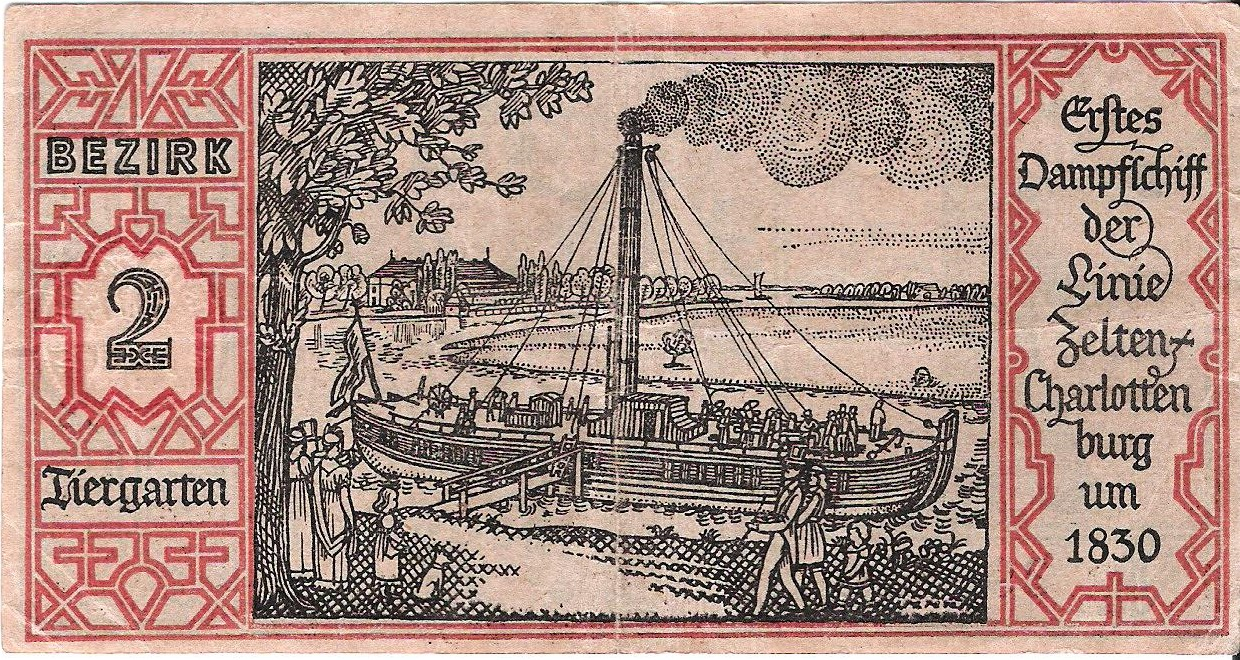
Bezirk 2 Tiergarten – Erstes Dampfschiff der Linie Zelten-Charlottenburg um 1830
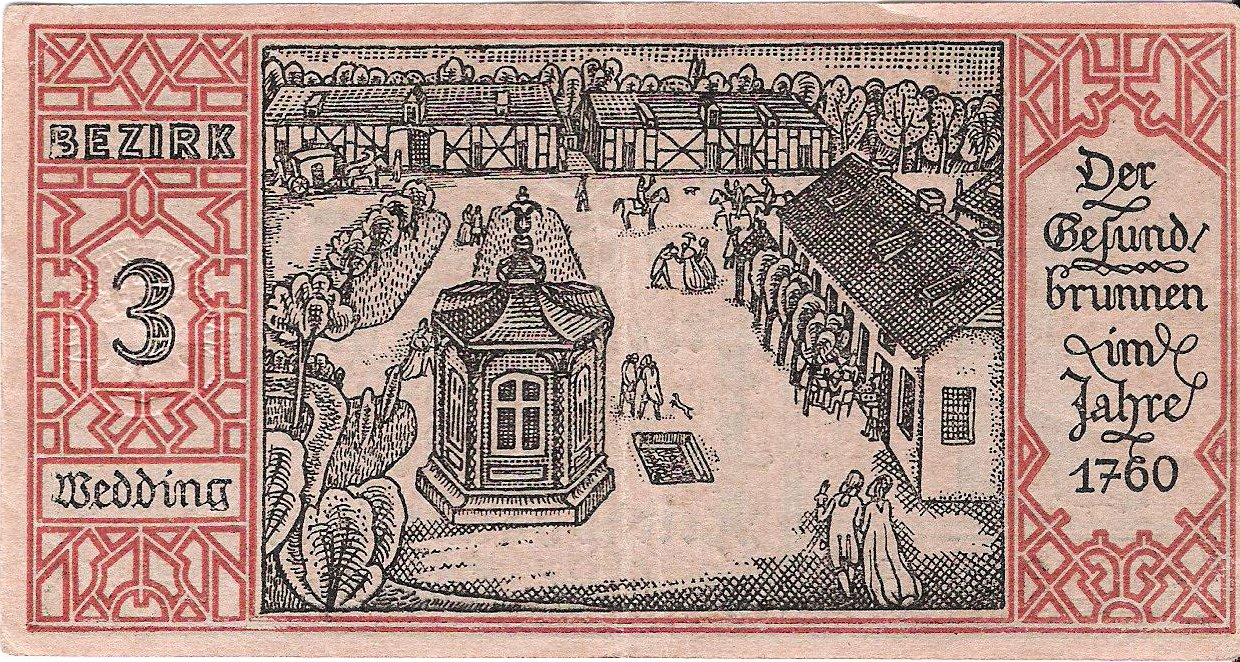
Bezirk 3 Wedding – Der Gesundbrunnen im Jahre 1760
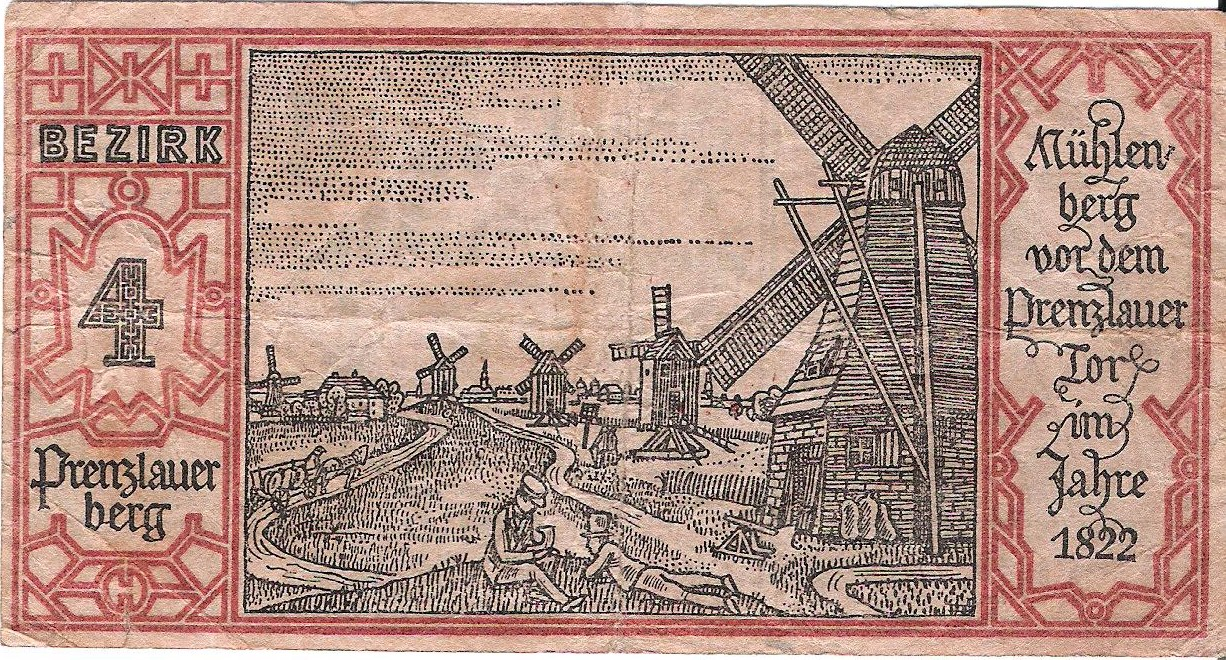
Bezirk 4 Prenzlauerberg – Mühlenberg vor dem Prenzlauer Tor im Jahre 1822
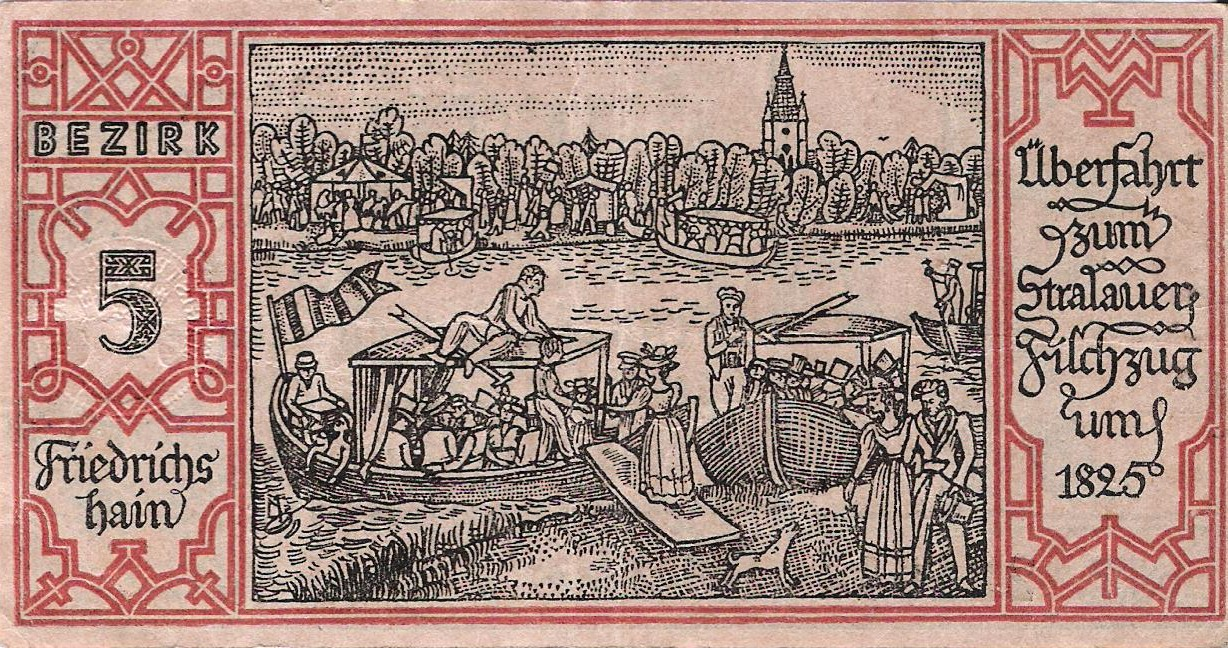
Bezirk 5 Friedrichshain – Überfahrt zum Stralauer Fischzug um 1825
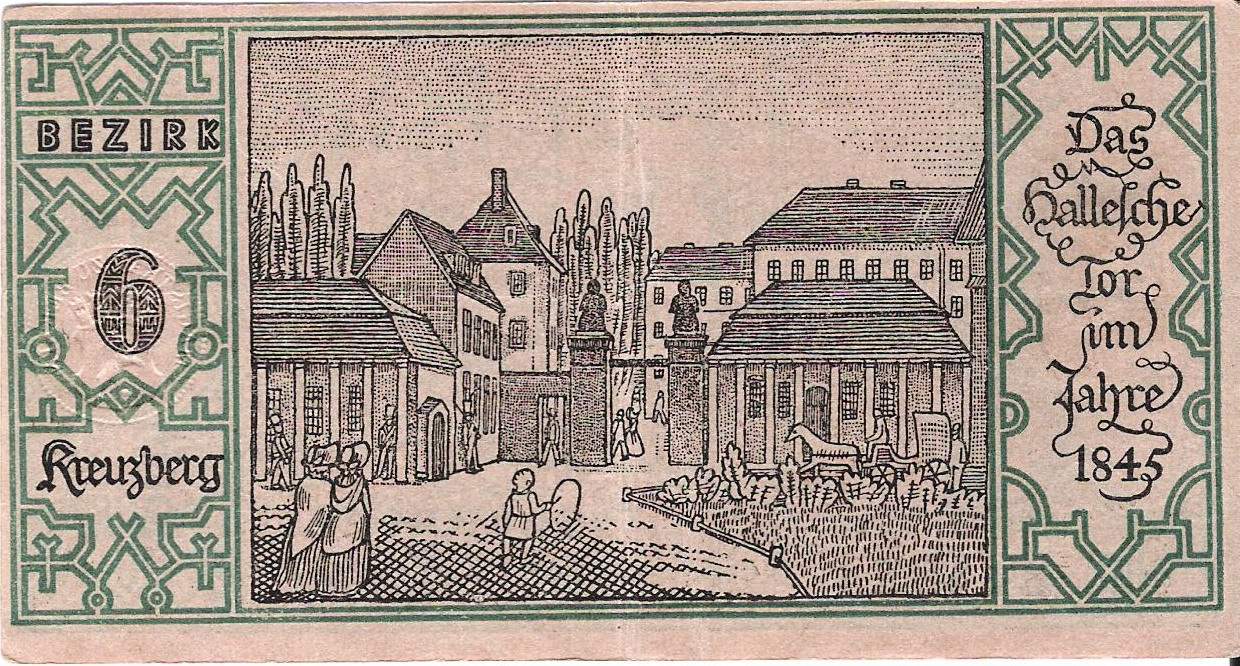
Bezirk 6 Kreuzberg – Das Hallesche Tor im Jahre 1845
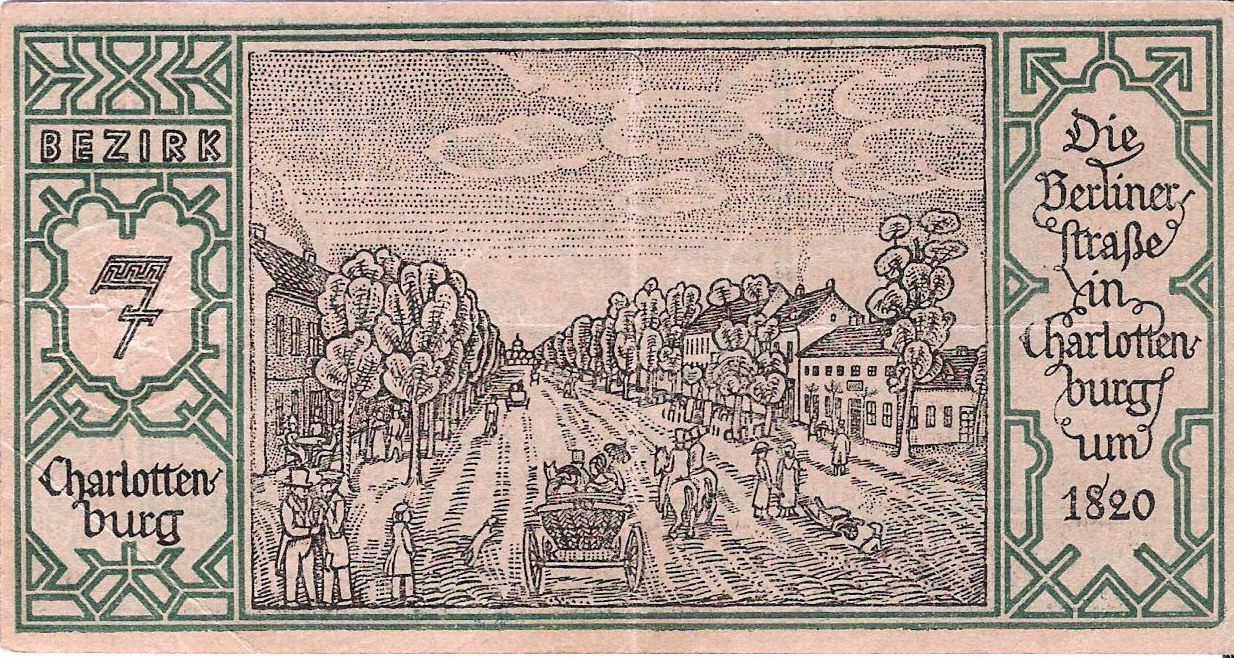
Bezirk 7 Charlottenburg – Die Berliner Straße in Charlottenburg um 1820
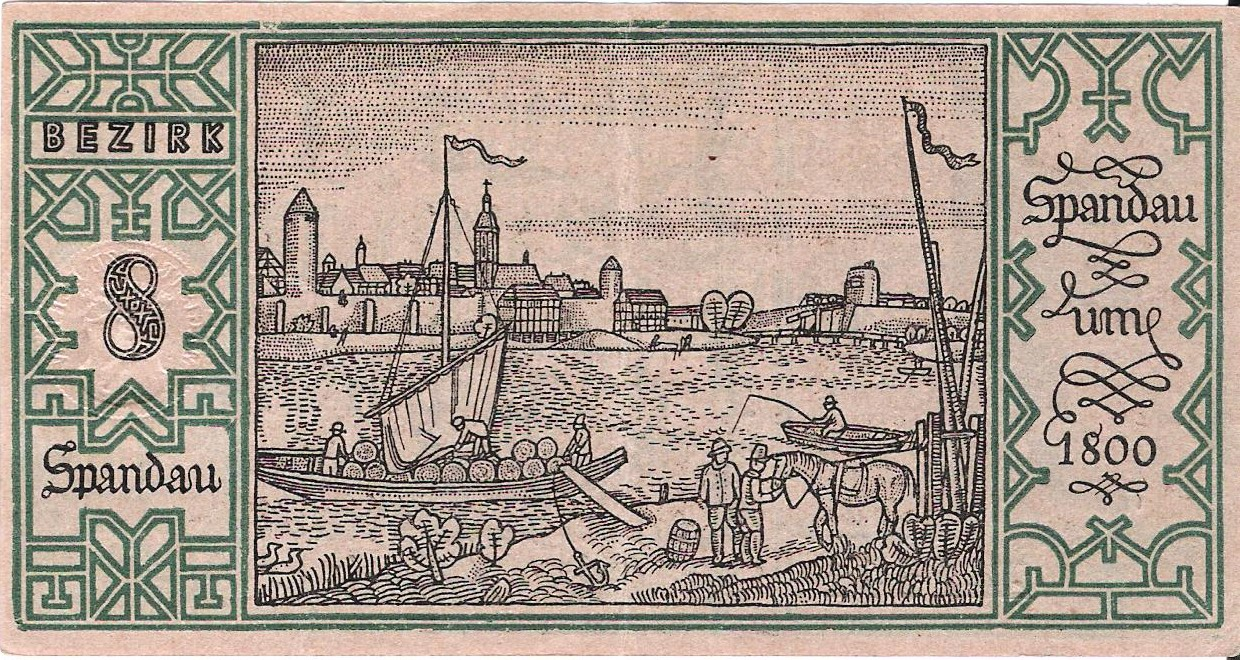
Bezirk 8 Spandau – Spandau um 1800
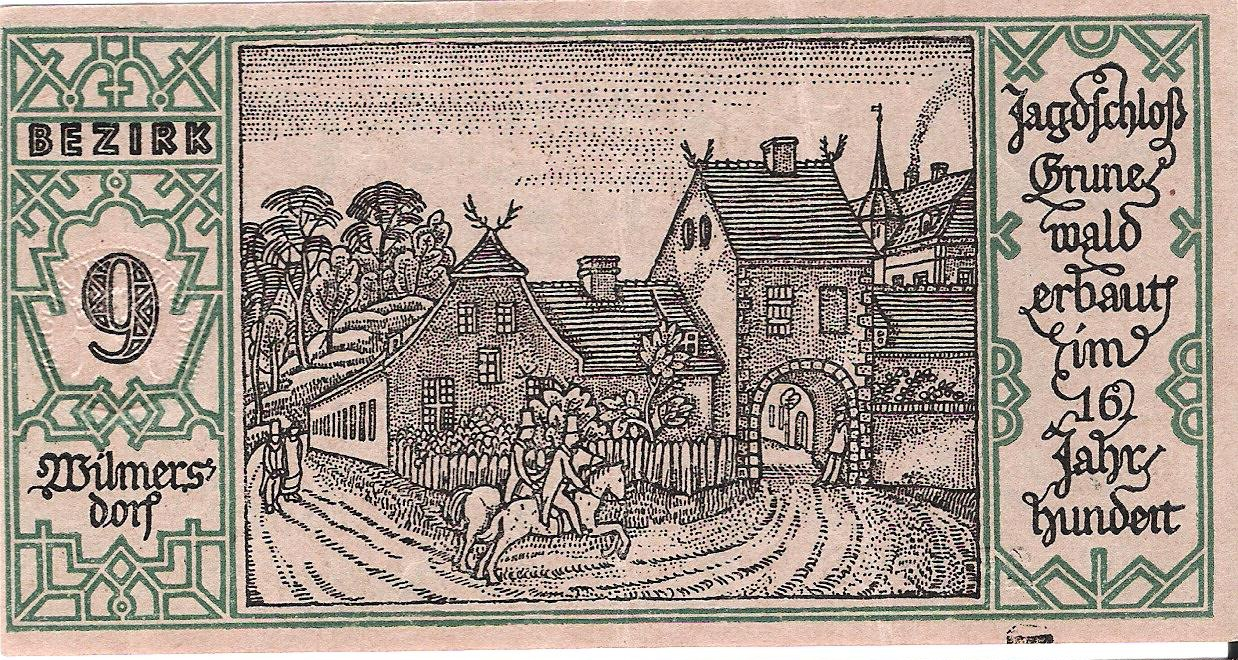
Bezirk 9 Wilmersdorf – Jagdschloss Grunewald erbaut im 16. Jahrhundert
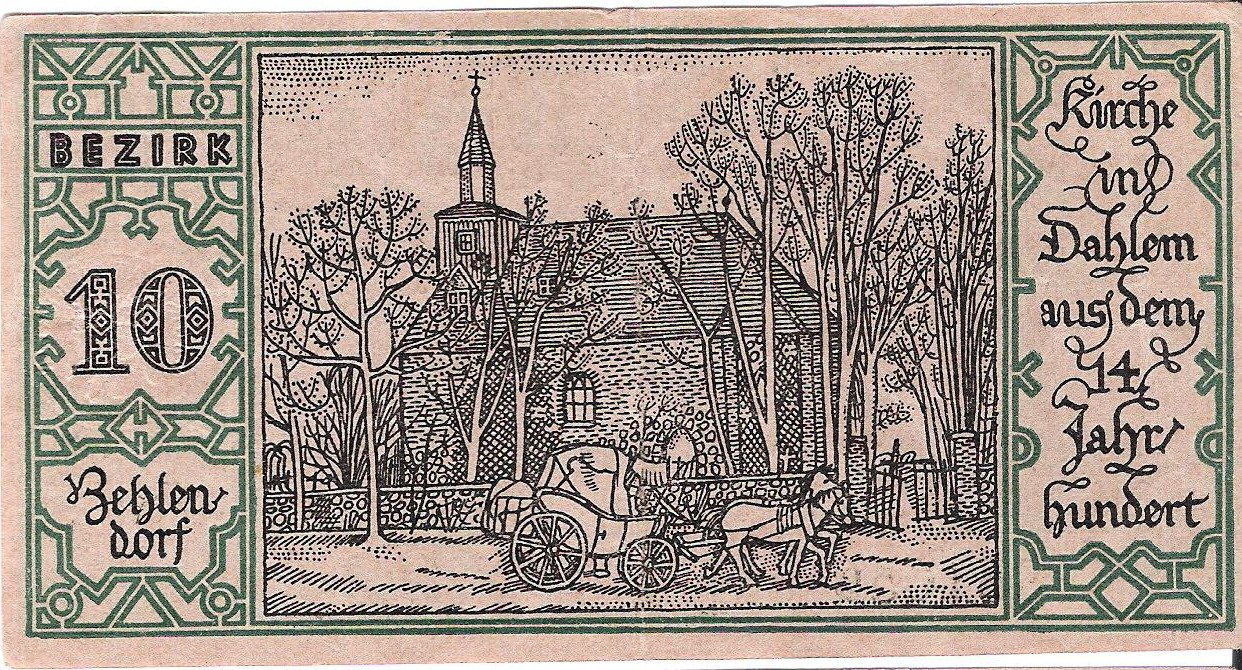
Bezirk 10 Zehlendorf – Kirche in Dahlem 14. Jahrhundert
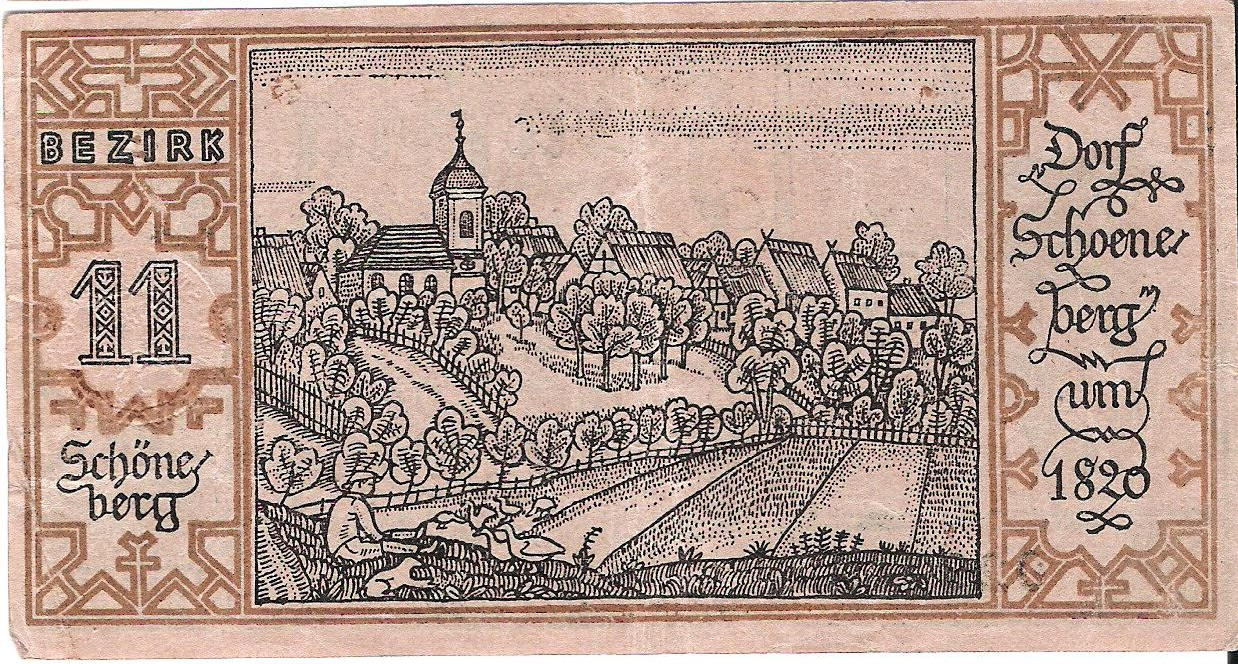
Bezirk 11 Schöneberg – Dorf Schöneberg um 1820
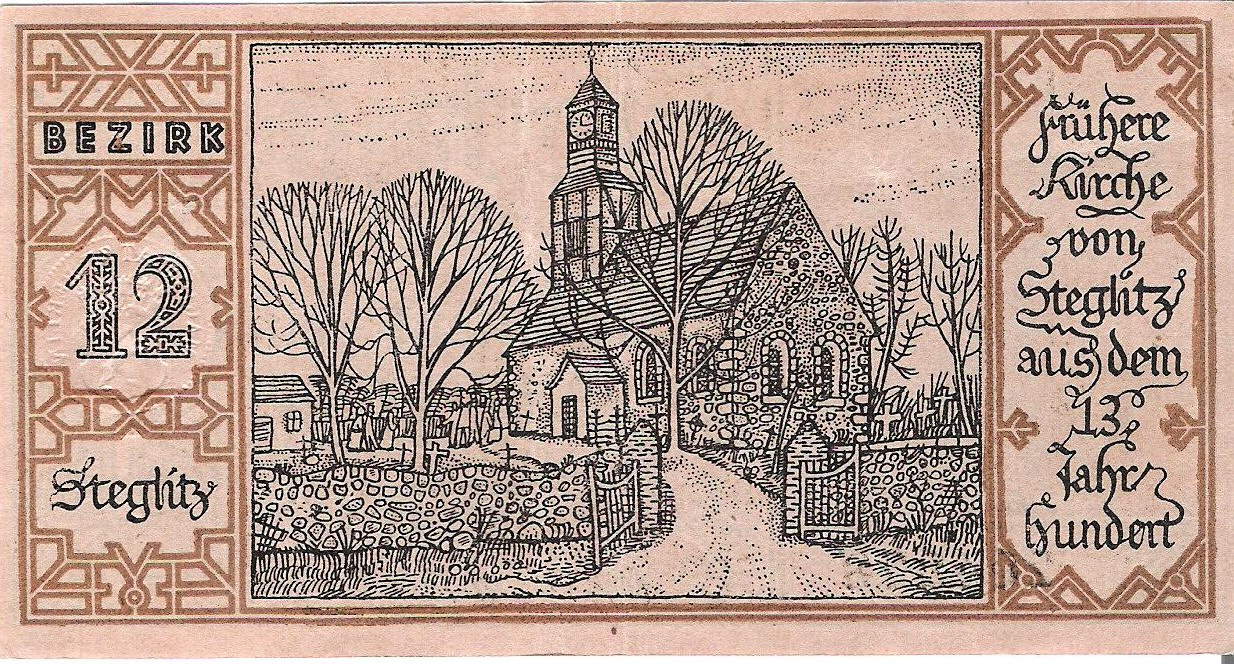
Bezirk 12 Steglitz – Frühere Kirche von Steglitz aus dem 13. Jahrhundert
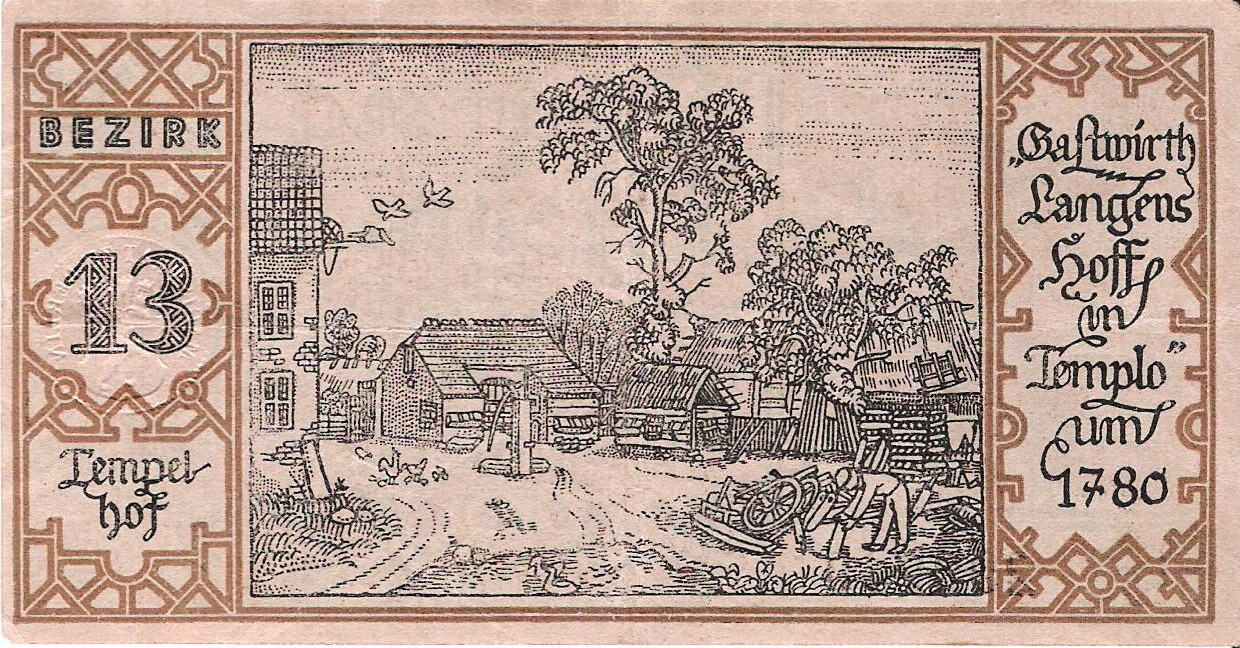
Bezirk 13 Tempelhof – „Gastwith Langens“ in Templo” um 1780
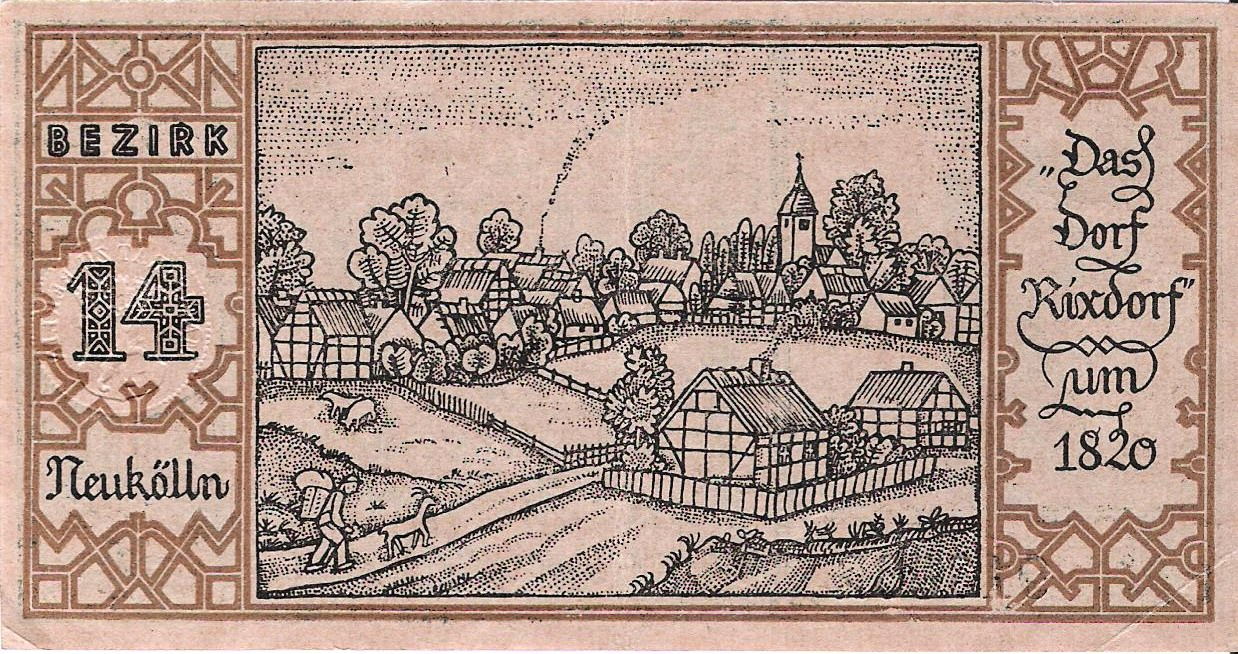
Bezirk 14 Neukölln – „Das Dorf Rixdorf“ um 1820
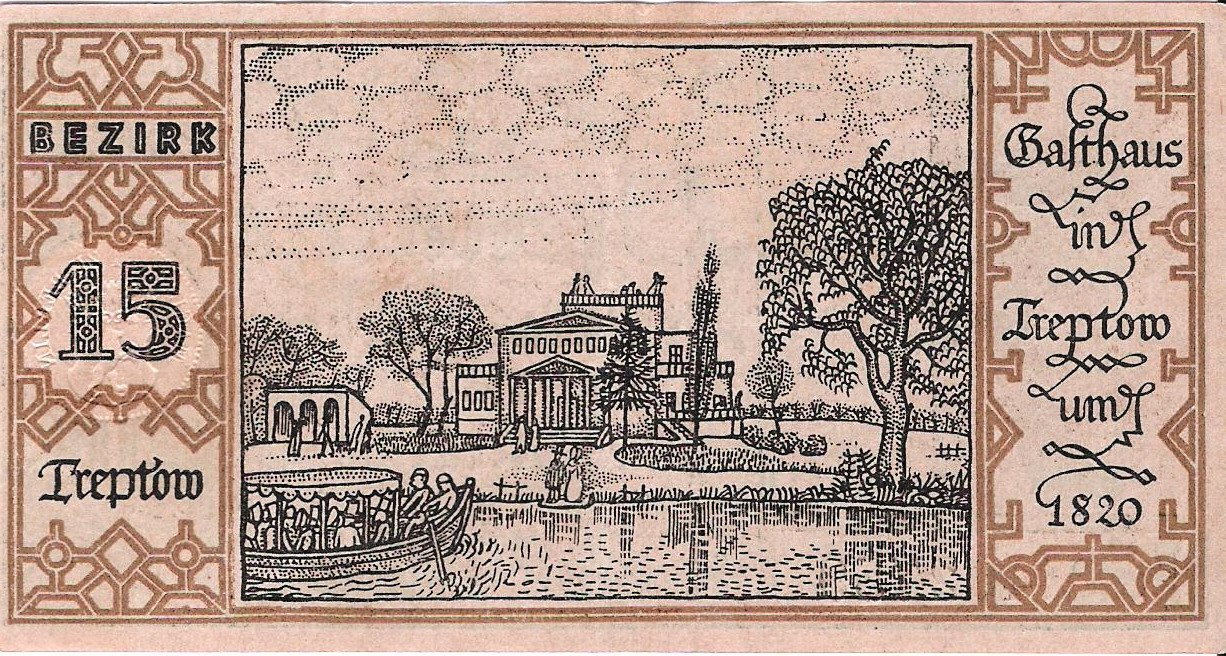
Bezirk 15 Treptow – Gasthaus in Treptow um 1820
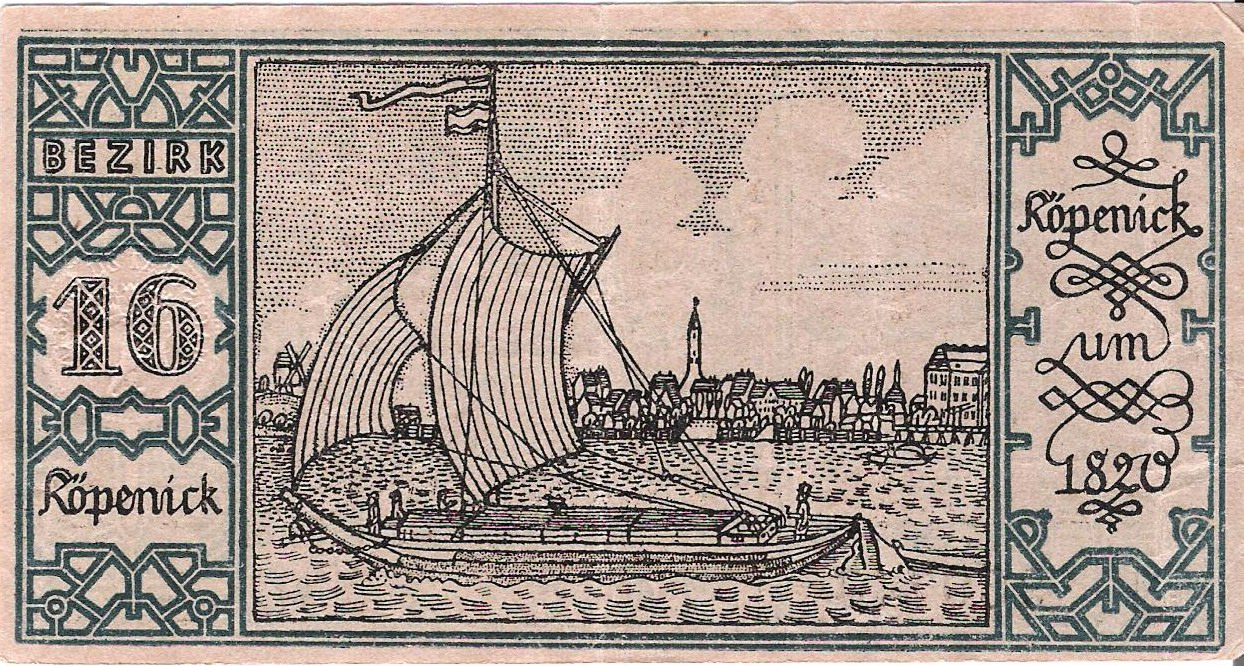
Bezirk 16 Köpenick – Köpenick um 1820
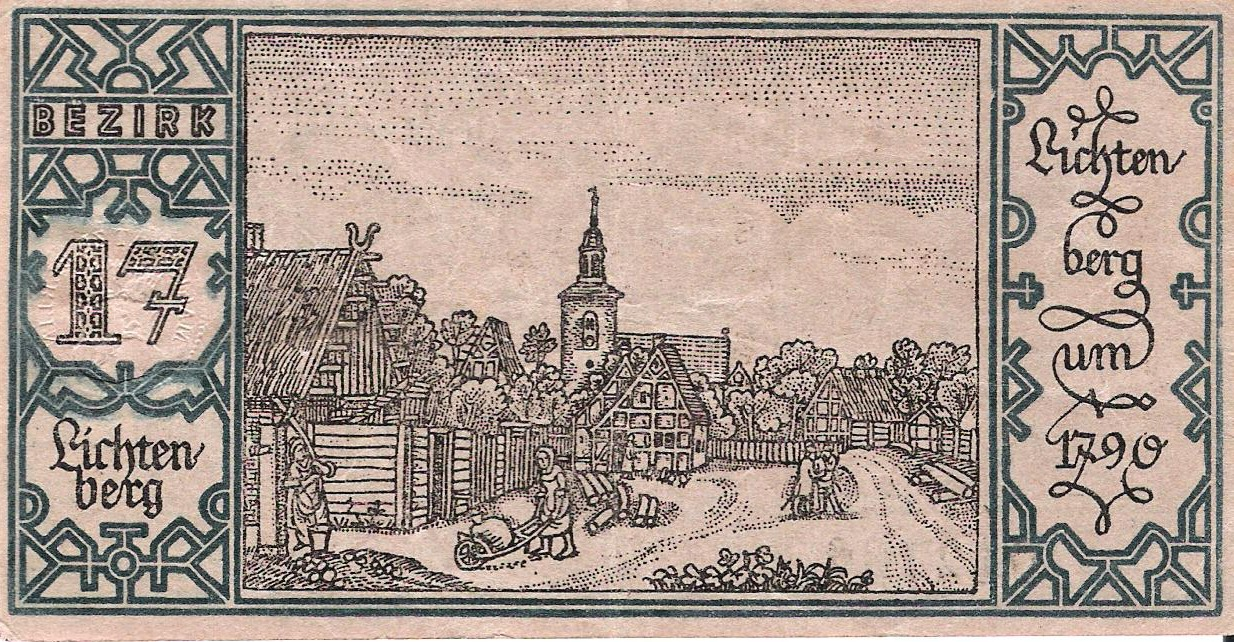
Bezirk 17 Lichtenberg –  Lichtenberg um 1790
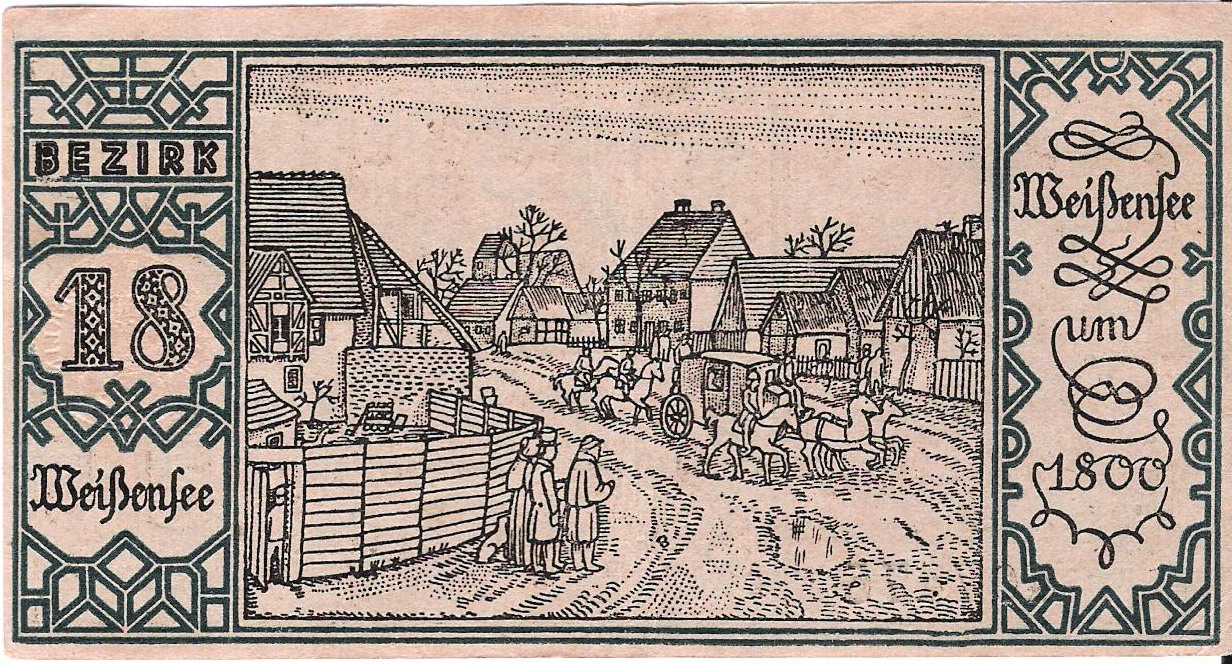
Bezirk 18 Weißensee – Weißensee um 1800
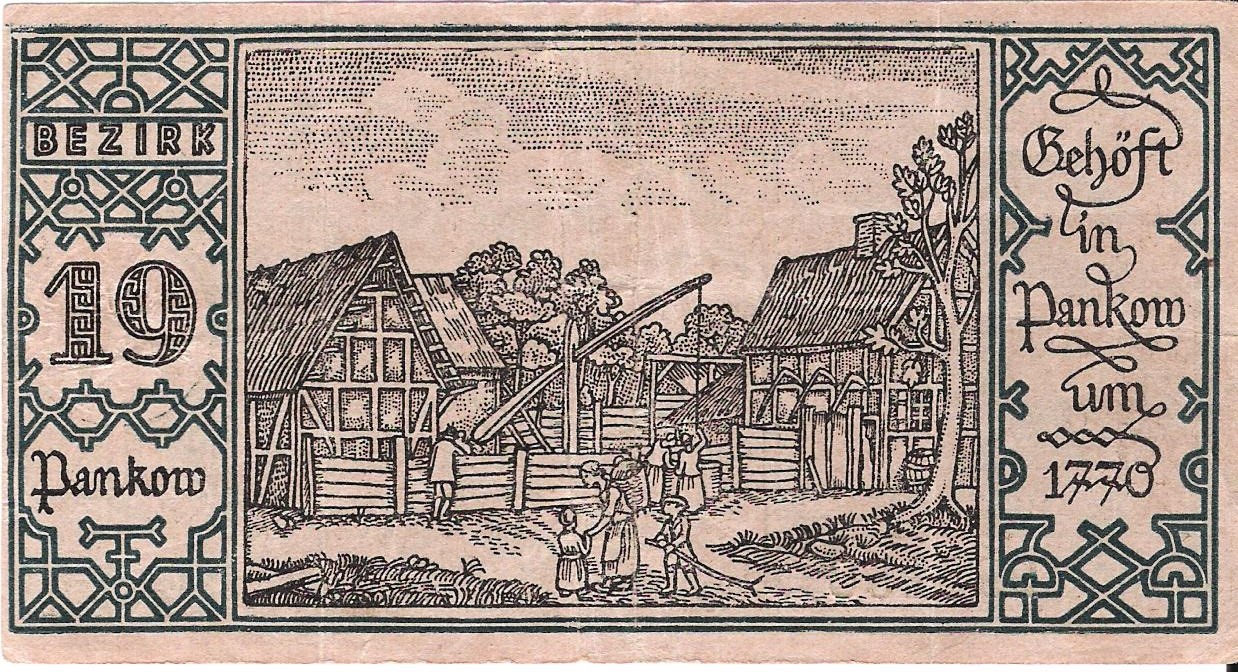
Bezirk 19 Pankow – Gehöft in Pankow um 1770
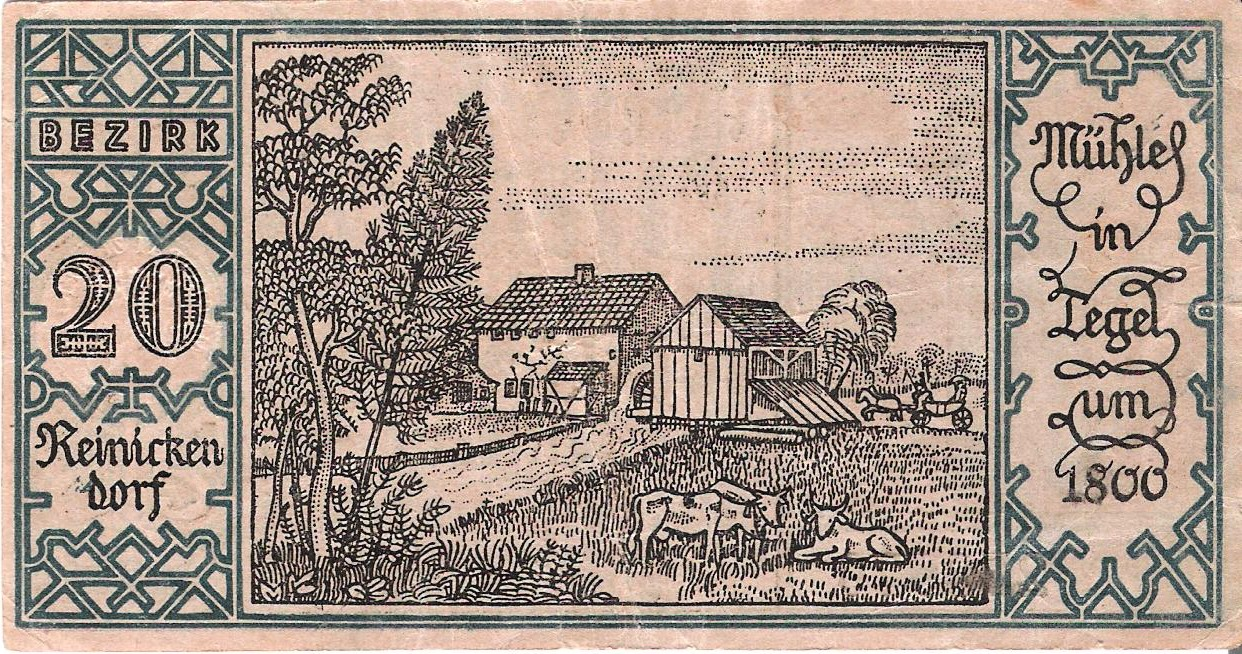
Bezirk 20 Reinickendorf – Mühle in Tegel um 1800

### Eisenach 1921 „Luther auf der Wartburg“

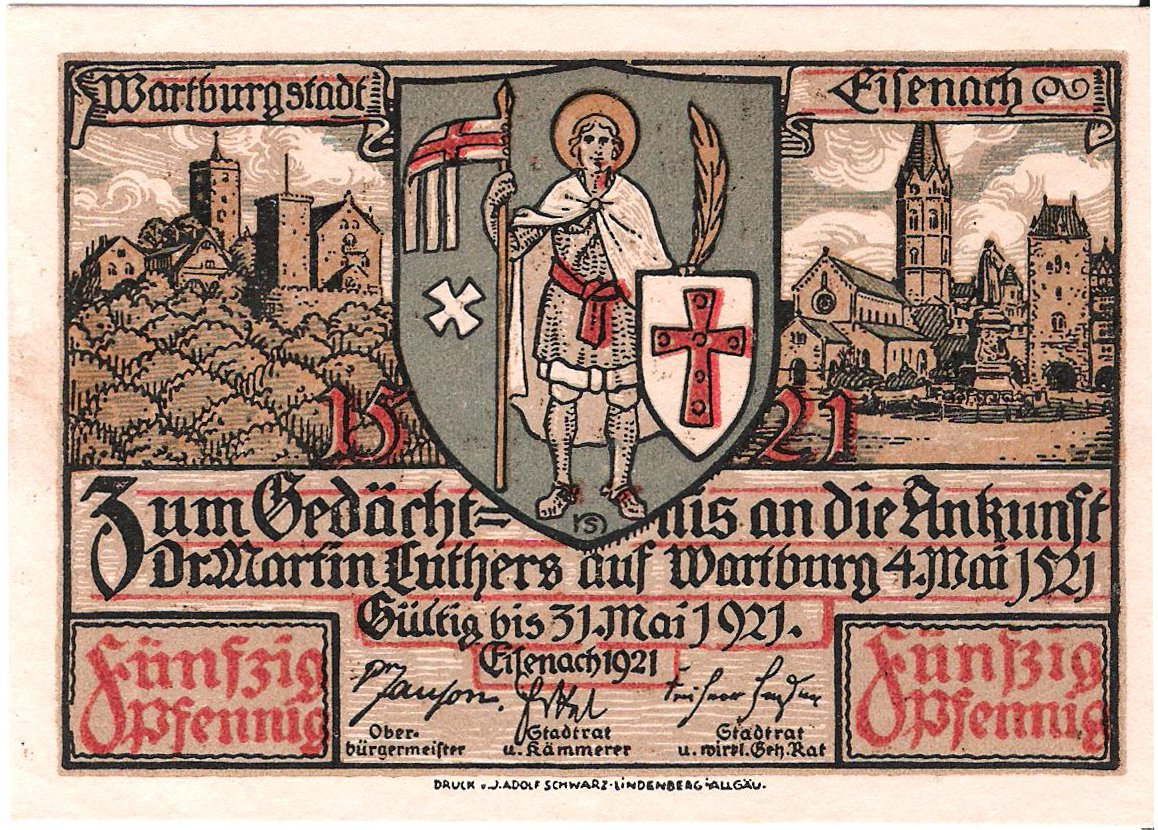
50-Pfennig-Serie „Luther auf der Wartburg“

In der Wartburgstadt Eisenach erschien eine Serie, bestehend aus sechs 50-Pfennig-Scheinen, mit dem Aufdruck „Zum Gedächtnis an die Ankunft Dr. Martin Luthers auf Wartburg 4. Mai 1521“. Links ist die Wartburg, in der Mitte das Eisenacher Stadtwappen und rechts das Eisenacher Zentrum abgebildet. Unten sind die Unterschriften von Oberbürgermeister, Kämmerer und dem Wirklich Geheimen Rat Eisenachs zu sehen. Die Gültigkeit war bis 31. Mai 1921 beschränkt.
Die Rückseiten zeigen unterschiedliche Motive zu Luthers Wartburgaufenthalt.

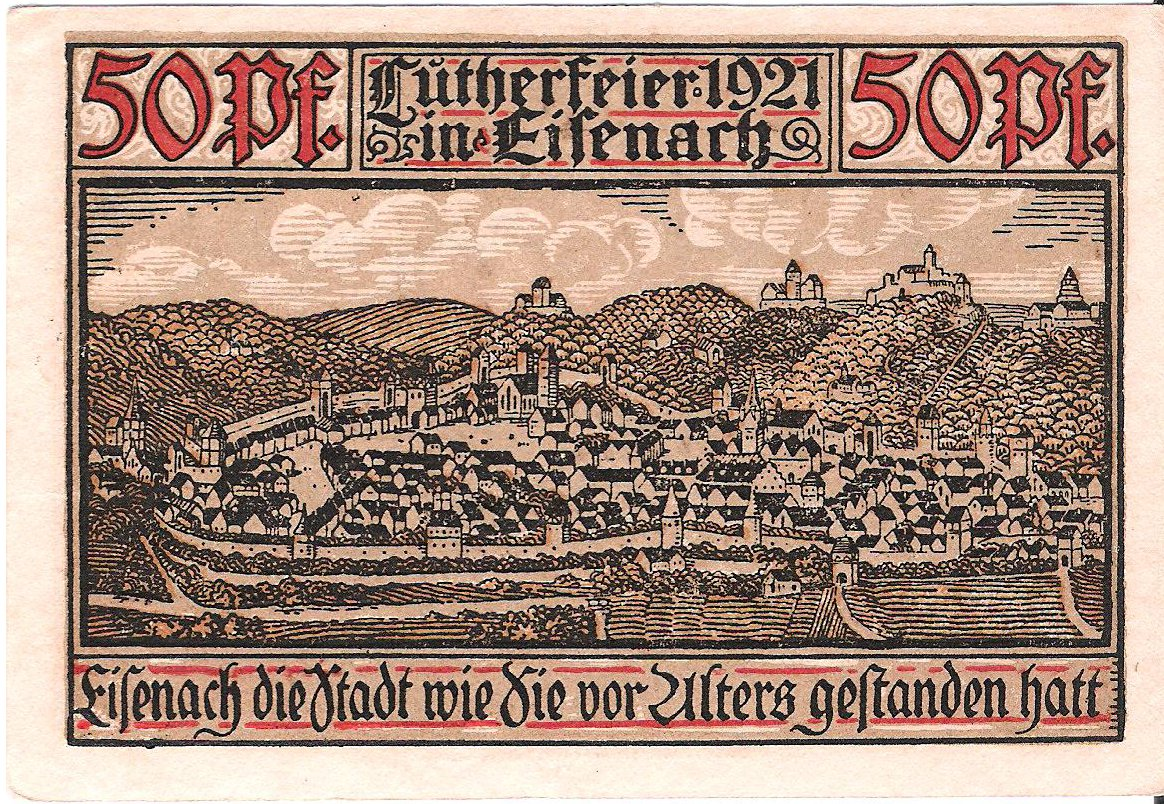
„Lutherfeier 1921 in Eisenach – Eisenach die Stadt wie sie vor Alters gestanden hatt“ mit Stadtansicht Eisenachs zu Luther Zeiten
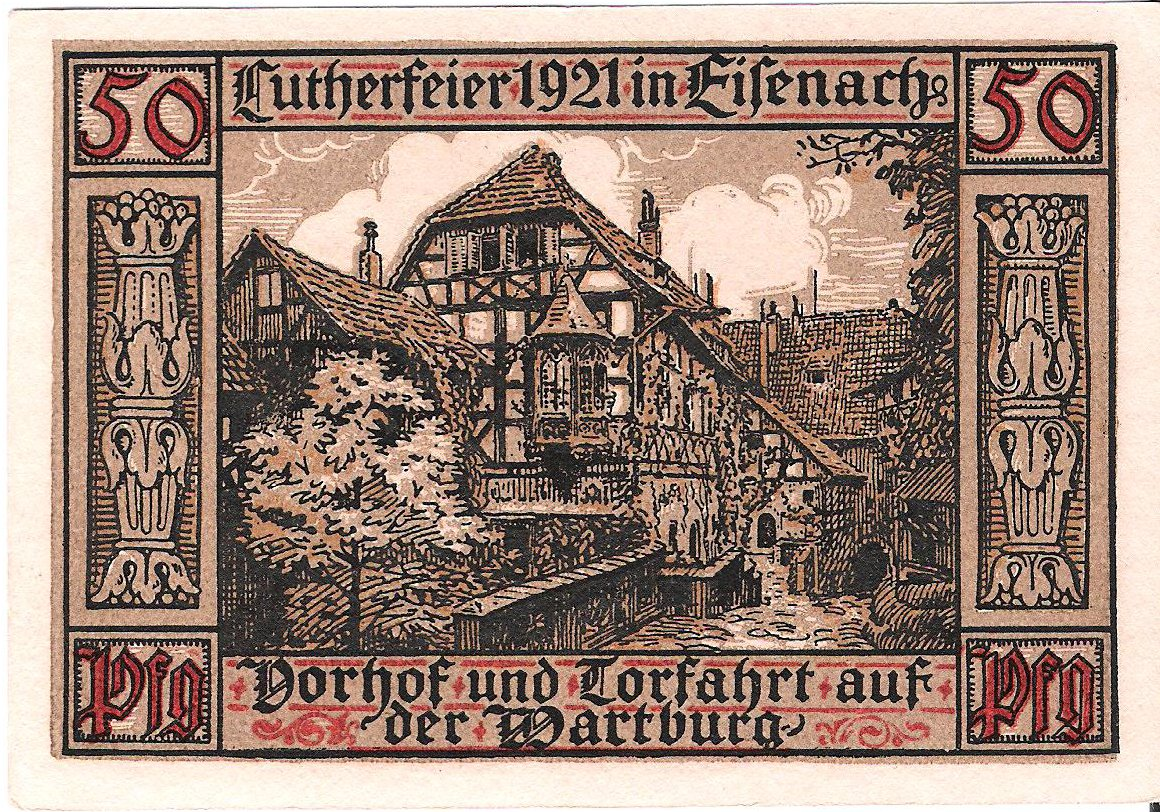
„Lutherfeier 1921 in Eisenach – Vorhof und Torfahrt auf der Wartburg“
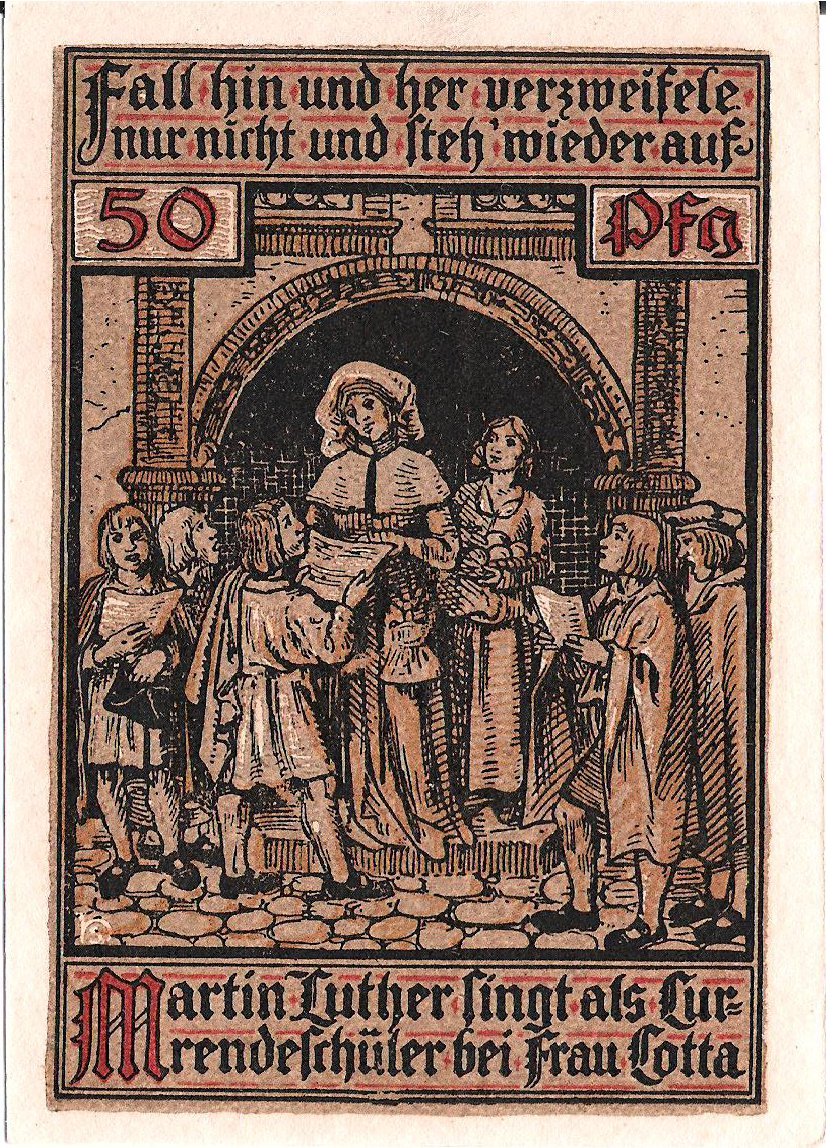
„Fall hin und her verzweifele nur nicht und steh wieder auf – Martin Luther singt als Currendeschüler bei Frau Cotta“
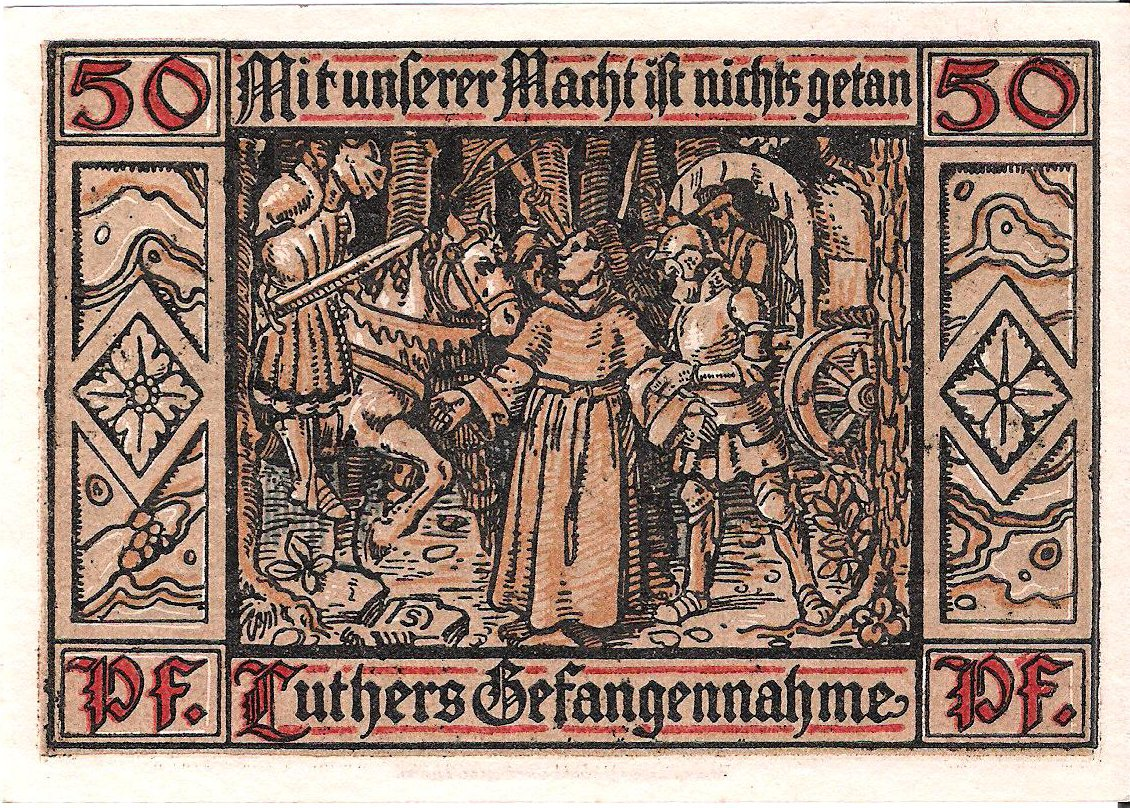
„Mit unserer Macht ist nichts getan – Luthers Gefangennahme“
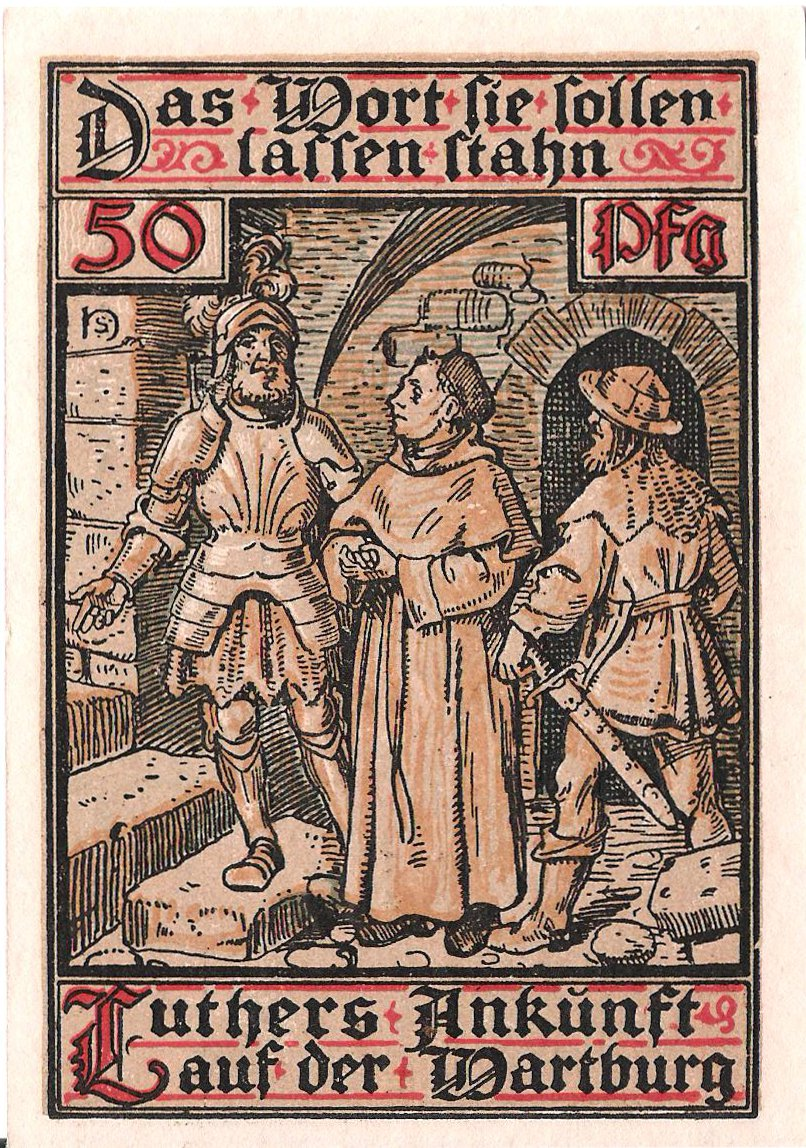
„Das Wort sie sollen lassen stahn – Luthers Ankunft auf der Wartburg“
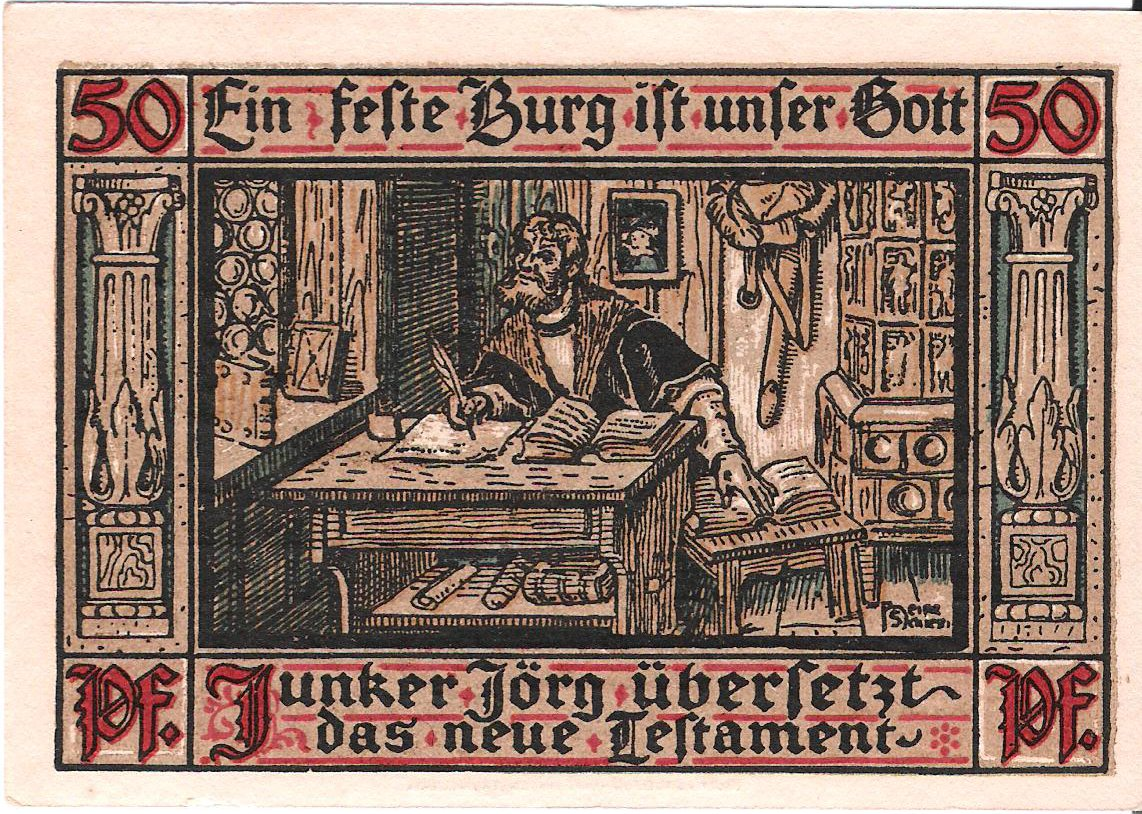
„Ein feste Burg ist unser Gott – Junker Jörg übersetzt das neue Testament“

### Notgeld der Stadt Treuenbrietzen

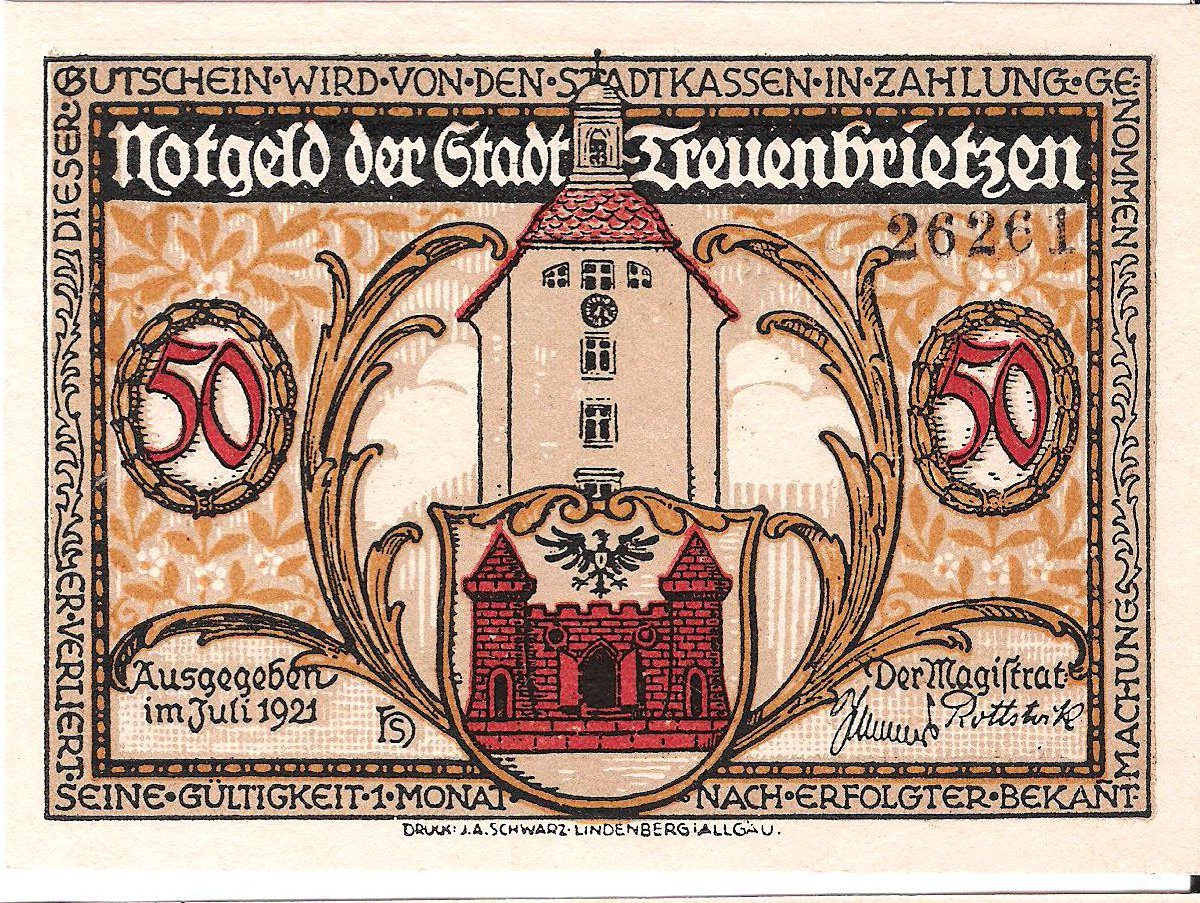
Vorderseite des Notgelds der Stadt Treuenbrietzen

Die Notgeldserie aus sechs Scheinen der Stadt Treuenbrietzen wurde von Heinz Schiestl gestaltet.
Alle Vorderseiten tragen die Titelzeile „Notgeld der Stadt Treuenbrietzen“ und die Randumschrift „Dieser Gutschein wird von den Stadtkassen in Zahlung genommen. Er verliert seine Gültigkeit 1 Monat nach erfolgter Bekanntmachung“. Die Scheine wurden ab Juli 1921 ausgegeben und tragen zwei Unterschriften des Magistrats.

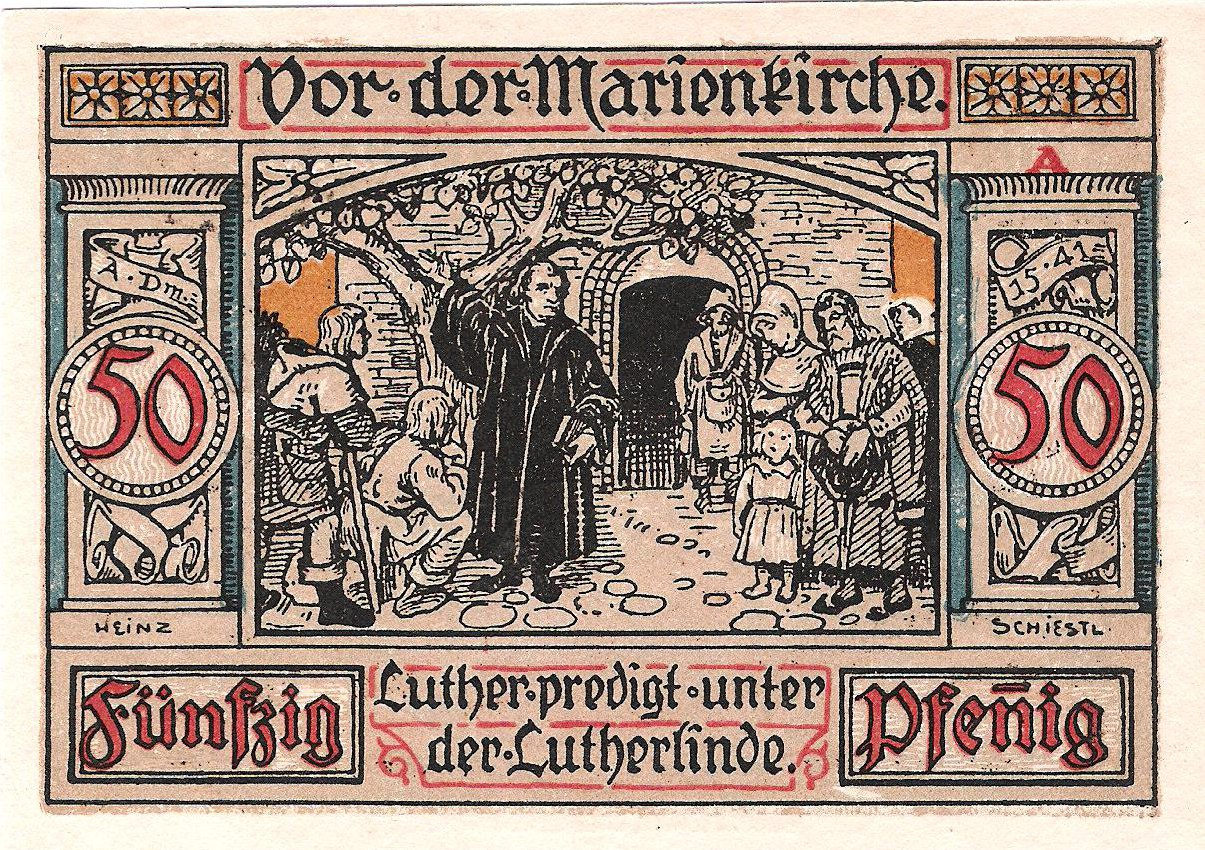
Scheinrückseite A: „Vor der Marienkirche – Luther predigt unter der Lutherlinde“
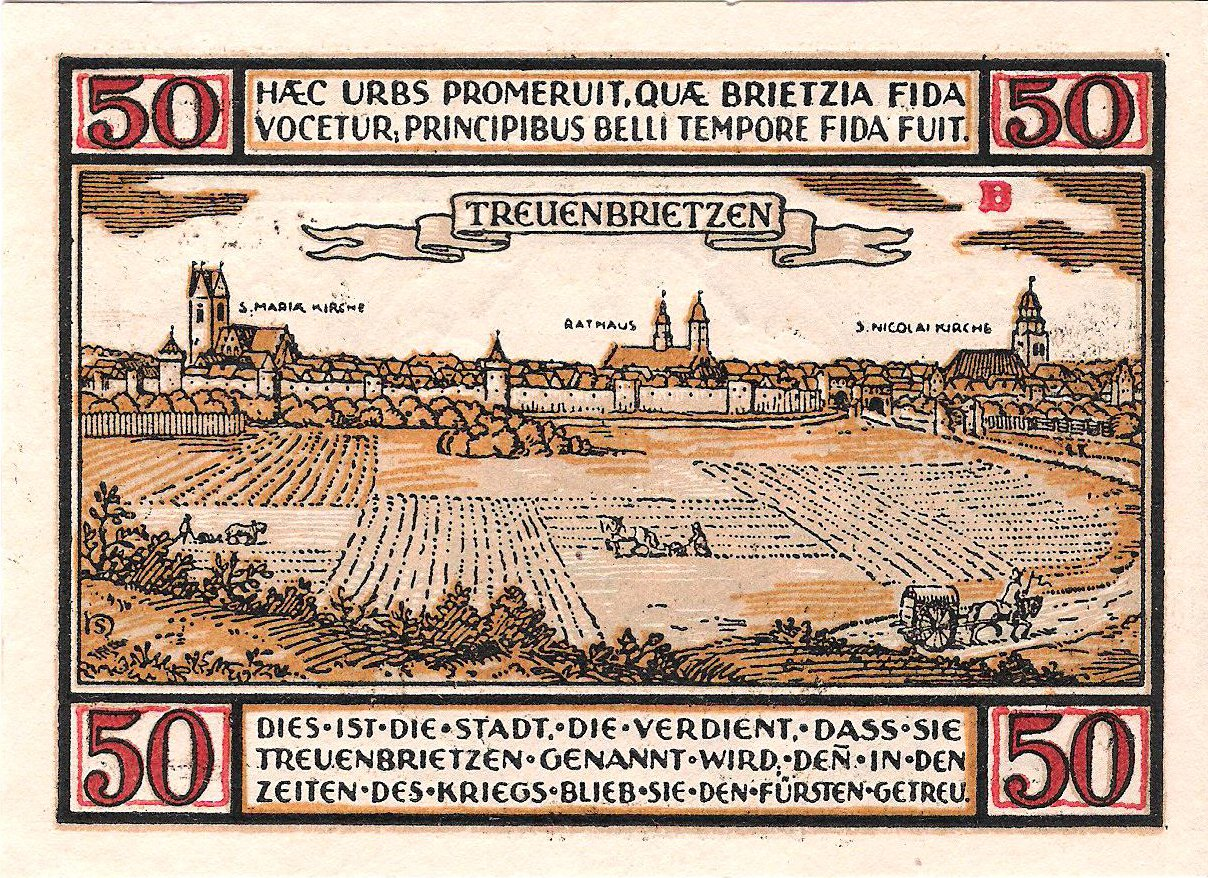
Scheinrückseite B: „HÆC URBS PROMERRUIT, QUÆ BRIETZIA FIDA VOCETUR, PRINCIPIBUS BELLI TEMPORE FIDA FUIT - Dies ist die Stadt, die verdient, dass sie Treuenbrietzen genannt wird, denn in den Zeiten des Krieges blieb sie den Fürsten getreu.“
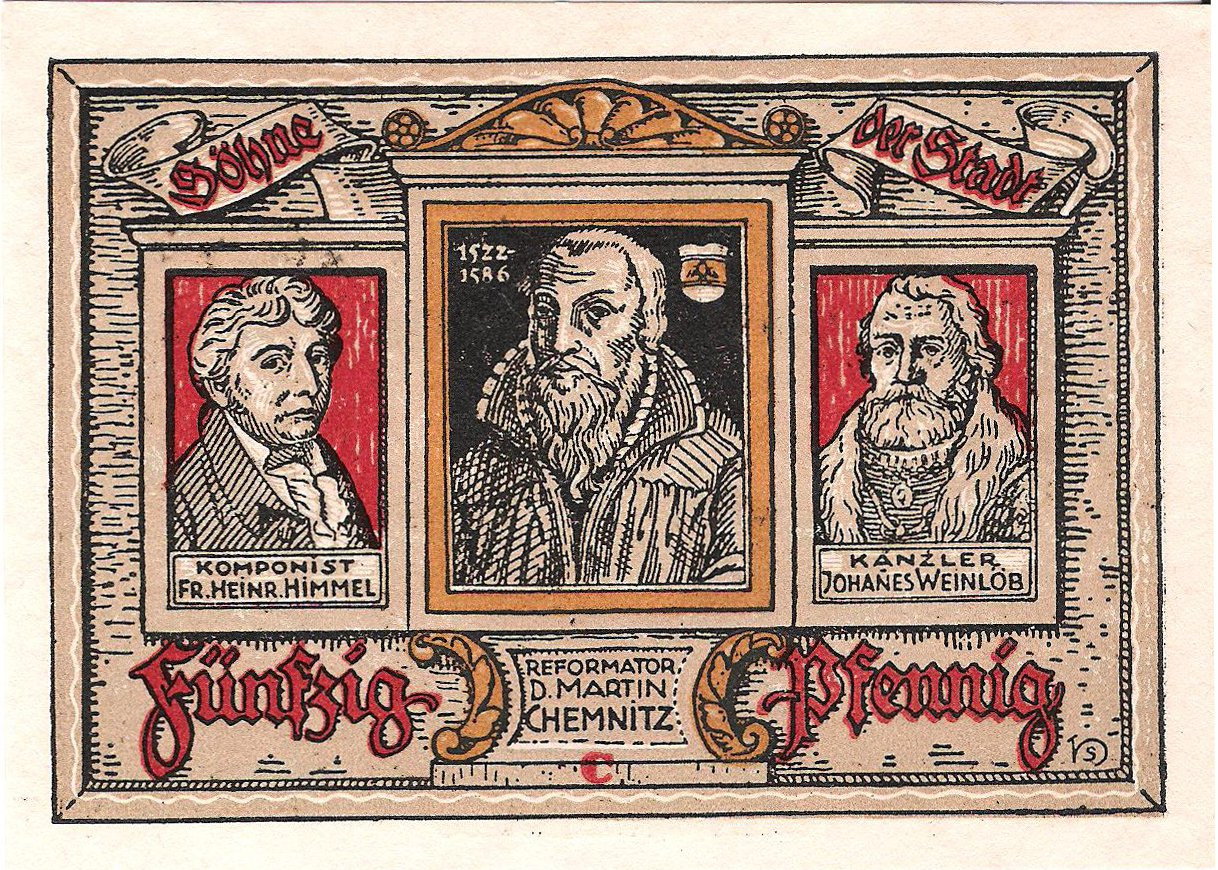
Scheinrückseite C: Abbildungen von Söhnen der Stadt: Komponist Friedrich Heinrich Himmel (links) Reformator Martin Chemnitz (Mitte) Kanzler Johannes Weinlob (rechts)
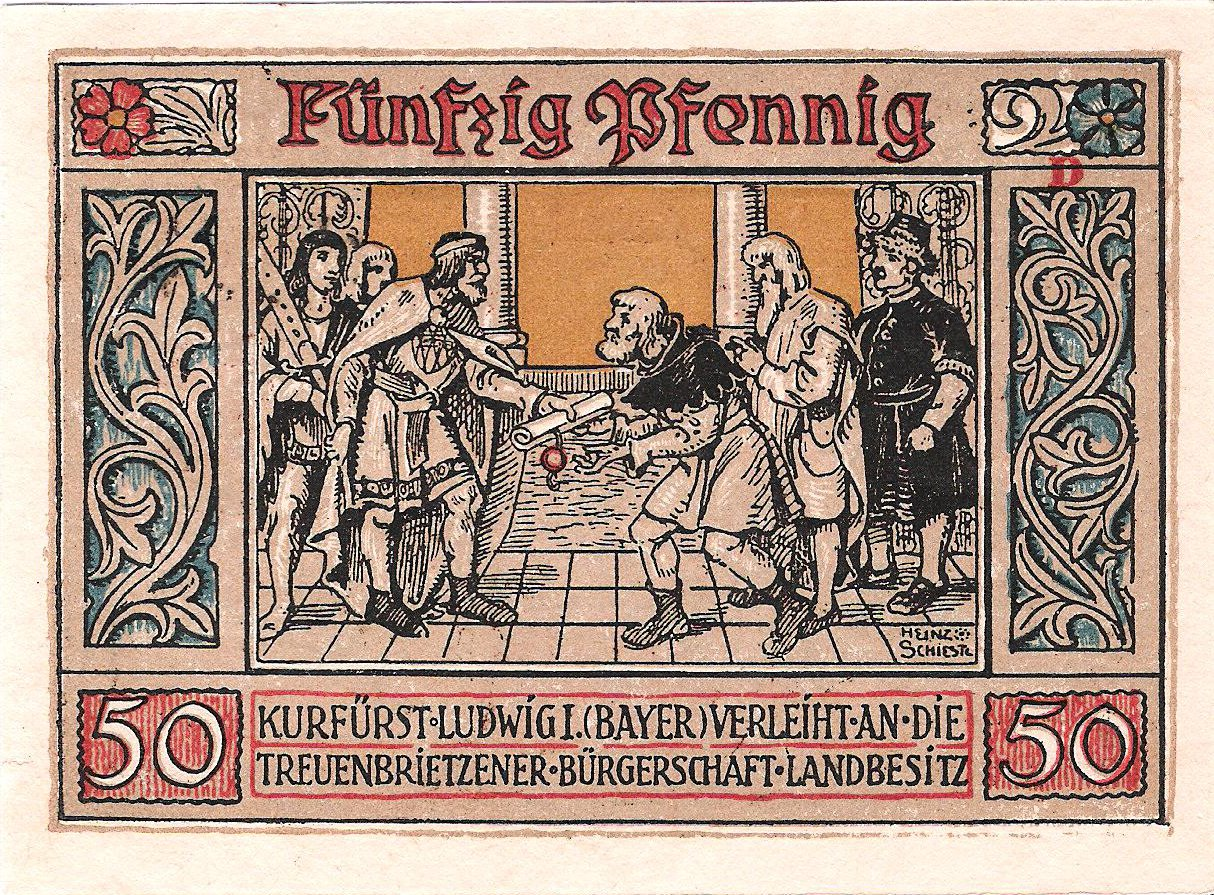
Scheinrückseite D: „Kurfürst Ludwig I.(Bayer) verleiht an die Treuenbrietzener Bürgerschaft Landbesitz“
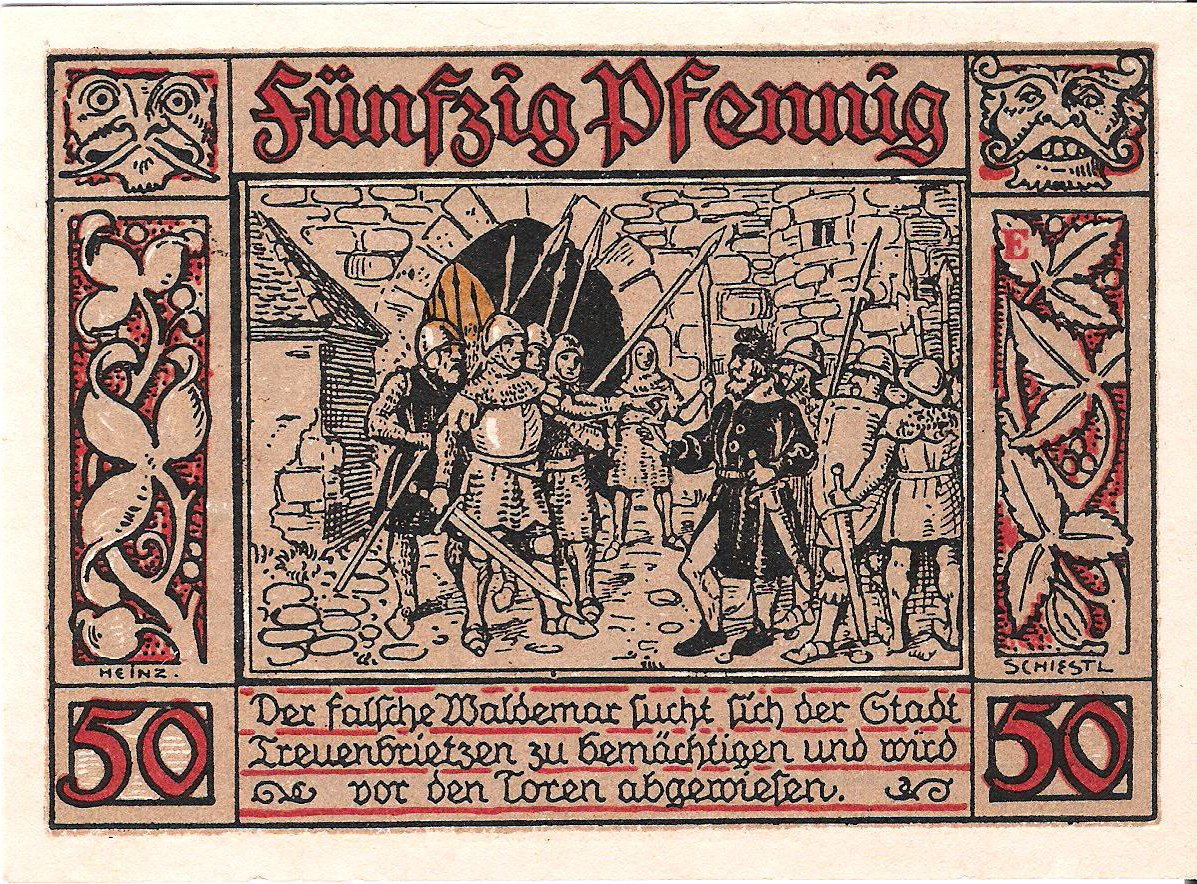
Scheinrückseite E: „Der falsche Waldemar sucht sich der Stadt Treuenbrietzen zu bemächtigen, und wird vor den Toren abgewiesen.“
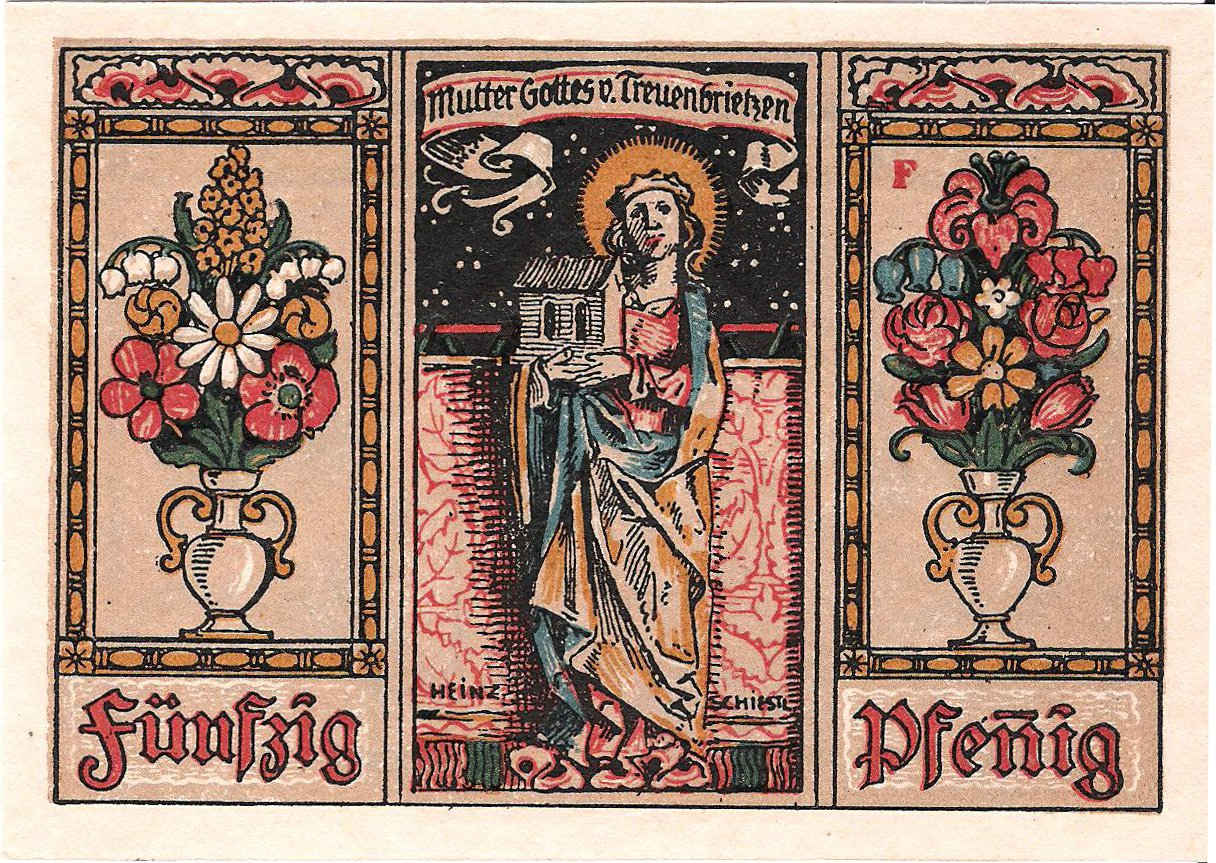
Scheinrückseite F: „Mutter Gottes v. Treuenbrietzen“

### Sternberger Notgeldscheine

Sternberger Notgeldscheine von 1922 – Vorderseite mit Stadtansicht

Im Jahre 1922 druckte die Stadt Sternberg, so wie viele andere deutsche Städte in der Weimarer Republik auch, eine Serie eigener Notgeldscheine. Die Vorderseite zeigt einheitlich eine Stadtansicht von 1492. Für die Rückseiten wählte man Darstellungen aus der Legende vom Sternberger Hostienfrevel. Die Ausgabe der Sternberger Notgeldscheine erfolgte kommentarlos „als handele es sich dabei um eine historische, wahrheitsgemäße Begebenheit.“
|  |  |  |

### Serienscheine der SPD
Die Serienscheine der SPD aus der Stadt Emden vom 9. November 1921 zeigen auf der Vorderseite Porträts von Karl Marx und Friedrich Engels.

Serienschein „Marx“ der SPD aus Emden, Vorderseite
Serienschein „Marx“ der SPD aus Emden, Rückseite
Serienschein „Engels“ der SPD aus Emden, Vorderseite
Serienschein „Engels“ der SPD aus Emden, Rückseite